# Niquelândia
Niquelândia es un municipio de Brasil , situado al norte del estado de Goiás.
El municipio era llamado antes São José do Tocantins. Niquelândia es famoso por sus minas de Níquel.
Está situado a 330 km de Goiânia.

## Minería
La mina de Niquelândia de la Compañía Brasileña de Aluminio (CBA), que fue clausurada a mediados de la década 2010, fue el principal proveedor entre 1981 y 2016 de la refinería SMP de níquel y cobalto, en el estado de San Pablo, a la cual remitía Niquelândia carbonato de níquel.